# Локалитет Тодорчево – Стрна жита
Локалитет Тодорчево – Стрна жита представља непокретно културно добро као археолошко налазиште, одлуком Владе Републике Србије бр. 633-3721/97 од 17. октобра 1997. године, Сл. гласник РС бр. 51 од 13. новембра 1997. године.
Археолошко налазиште се налази на југоисточном улазу у Крагујевац поред магистралног пута Крагујевац—Баточина. Сондажним ископавањима 1992. године на овом месту је утврђено постојање остатака насеља од периода старчевачке културе до времена антике.
Најстарије насеље је из 5. миленијума п. н. е. и везује се за старчевачку културу. Млађе насеље је датовано у 10. век п. н. е., време старијег гвозденог доба. Најмлађе насеље је датованог у 3—4. век н.е. Остатке ова три насеља која су се вертикално наслојавала једно изнад другог, потврђују налази колиба, фрагменти керамичких посуда, камене и кремене алатке а из античког периода опеке.